# Пояна-Тирнавей
Пояна-Тирнавей (рум. Poiana Târnavei) — село у повіті Харгіта в Румунії. Входить до складу комуни Зетя.
Село розташоване на відстані 235 км на північ від Бухареста, 33 км на північний захід від М'єркуря-Чука, 142 км на схід від Клуж-Напоки, 95 км на північ від Брашова.

## Населення
За даними перепису населення 2002 року у селі проживали 44 особи, усі — угорці. Усі жителі села рідною мовою назвали угорську.